# アンヘル・カストロ
アンヘル・M・カストロ（Angel M. Castro , 1982年11月14日 - ）は、ドミニカ共和国ドゥアルテ州ピメンテル出身のプロ野球選手（投手）。右投右打。現在はフリーエージェント(FA)。

## 経歴

### プロ入りとマイナー時代
2006年のMLBドラフトでデトロイト・タイガースから13巡目（全体382位）指名され、プロ入り。
2008年までタイガース傘下のマイナーでプレーした。
2009年は、フィラデルフィア・フィリーズ傘下とタンパベイ・レイズ傘下のマイナーでプレーするも、メジャー昇格には至らなかった。

### 独立リーグ・メキシカンリーグ時代
2010年は、独立リーグのアメリカン・アソシエーションに加盟するリンカーン・ソルトドッグスでプレーした後、メキシカンリーグのチワワ・ゴールデンズに移籍。
2011年は、メキシカンリーグのサルティーヨ・サラペメーカーズでプレーした。

### ソフトバンク時代
2012年1月23日に福岡ソフトバンクホークスに入団した。5月25日に一軍昇格を果たしたが、登板は3試合のみで防御率6.00と目立った活躍はできず、シーズン中盤以降はずっとファームでの出場が続き、シーズン終了後の10月25日に退団が発表され、11月1日付で自由契約となった。

### ドジャース傘下時代
2013年は開幕前の3月に開催された第3回ワールド・ベースボール・クラシック(WBC)のドミニカ共和国代表に選出された。
レギュラーシーズンはロサンゼルス・ドジャース傘下のAAA級アルバカーキ・アイソトープスでプレー。オフの11月7日にフリーエージェント(FA)となった。

### カージナルス傘下時代
2013年12月11日にセントルイス・カージナルスと1年契約で合意した。
2014年3月23日に40人枠を外れ、傘下のAAA級メンフィス・レッドバーズへ降格した。

### アスレチックス時代
2014年8月8日にオークランド・アスレチックスとマイナー契約を結んだ。
2015年5月8日にメジャー初昇格を果たし、翌9日のシアトル・マリナーズ戦でメジャーデビュー。9月1日にDFAとなった。その後再びマイナー契約を結び、AAA級サウンズに降格した。

### メキシカンリーグ時代（2期）
2017年4月10日にメキシカンリーグのモンテレイ・サルタンズと契約を結んだ。
2018年1月12日に放出された。3月4日にメキシカンリーグのレオン・ブラボーズと契約を結んだ。6月30日にトレードでオアハカ・ウォーリアーズに移籍した。8月9日に放出された。

## 投球スタイル
最速158km/hのストレートとスライダーが武器。

## 詳細情報

### 年度別投手成績
| 年 度    | 球 団        | 登 板 | 先 発 | 完 投 | 完 封 | 無 四 球 | 勝 利 | 敗 戦 | セ 丨 ブ | ホ 丨 ル ド | 勝 率 | 打 者 | 投 球 回 | 被 安 打 | 被 本 塁 打 | 与 四 球 | 敬 遠 | 与 死 球 | 奪 三 振 | 暴 投 | ボ 丨 ク | 失 点 | 自 責 点 | 防 御 率 | W H I P |
| -------- | ------------ | ----- | ----- | ----- | ----- | -------- | ----- | ----- | -------- | ----------- | ----- | ----- | -------- | -------- | ----------- | -------- | ----- | -------- | -------- | ----- | -------- | ----- | -------- | -------- | ------- |
| 2012     | ソフトバンク | 3     | 0     | 0     | 0     | 0        | 0     | 0     | 0        | 0           | .000  | 14    | 3.0      | 5        | 1           | 0        | 0     | 0        | 2        | 0     | 0        | 3     | 2        | 6.00     | 1.67    |
| 2015     | OAK          | 5     | 0     | 0     | 0     | 0        | 0     | 1     | 0        | 0           | .000  | 22    | 4.0      | 8        | 1           | 3        | 0     | 0        | 4        | 0     | 0        | 1     | 1        | 2.25     | 2.75    |
| MLB：1年 | MLB：1年     | 5     | 0     | 0     | 0     | 0        | 0     | 1     | 0        | 0           | .000  | 22    | 4.0      | 8        | 1           | 3        | 0     | 0        | 4        | 0     | 0        | 1     | 1        | 2.25     | 2.75    |
| NPB：1年 | NPB：1年     | 3     | 0     | 0     | 0     | 0        | 0     | 0     | 0        | 0           | .000  | 14    | 3.0      | 5        | 1           | 0        | 0     | 0        | 2        | 0     | 0        | 3     | 2        | 6.00     | 1.67    |

- 2020年度シーズン終了時

### 年度別守備成績
| 年 度 | 球 団        | 投手（P） | 投手（P） | 投手（P） | 投手（P） | 投手（P） | 投手（P） |
| 年 度 | 球 団        | 試 合     | 刺 殺     | 補 殺     | 失 策     | 併 殺     | 守 備 率  |
| ----- | ------------ | --------- | --------- | --------- | --------- | --------- | --------- |
| 2012  | ソフトバンク | 3         | 1         | 0         | 0         | 0         | 1.000     |
| 2015  | OAK          | 5         | 0         | 0         | 0         | 0         | ----      |
| NPB   | NPB          | 3         | 1         | 0         | 0         | 0         | 1.000     |
| MLB   | MLB          | 5         | 0         | 0         | 0         | 0         | ----      |

- 2020年度シーズン終了時

### 記録
NPB
- 初登板：2012年5月25日、対阪神タイガース1回戦（福岡Yahoo! JAPANドーム）、9回表に4番手で救援登板・完了、1回1失点（自責点0）
- 初奪三振：2012年5月28日、対中日ドラゴンズ2回戦（ナゴヤドーム）、8回裏にホルヘ・ソーサから

### 背番号
- 64 (2012年)
- 44 (2015年)

### 代表歴
- 2013 ワールド・ベースボール・クラシック・ドミニカ共和国代表